# Сражение на Гарильяно (1860)

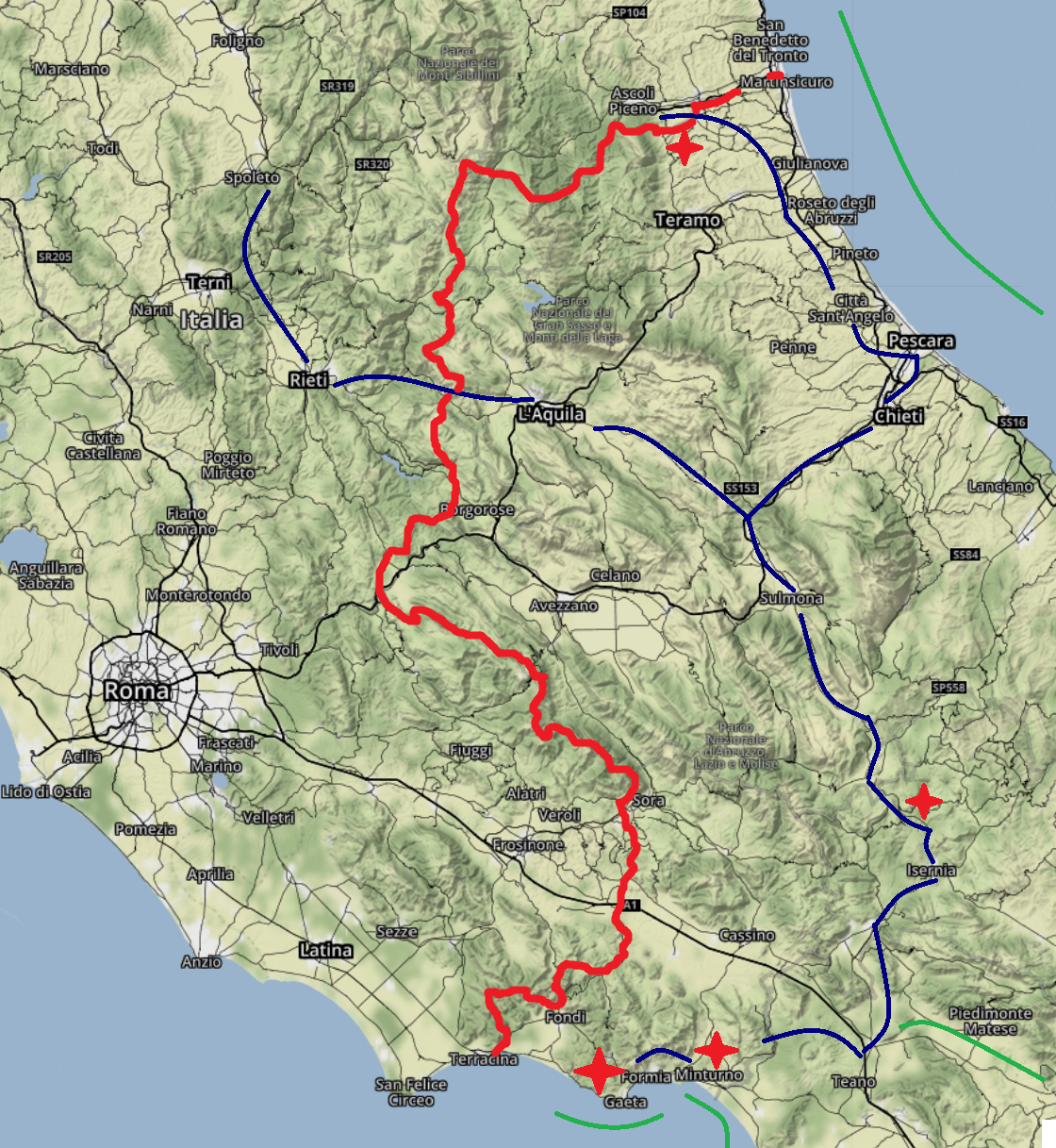
Наступление сардинской армии (синяя линия) к Гарильяно

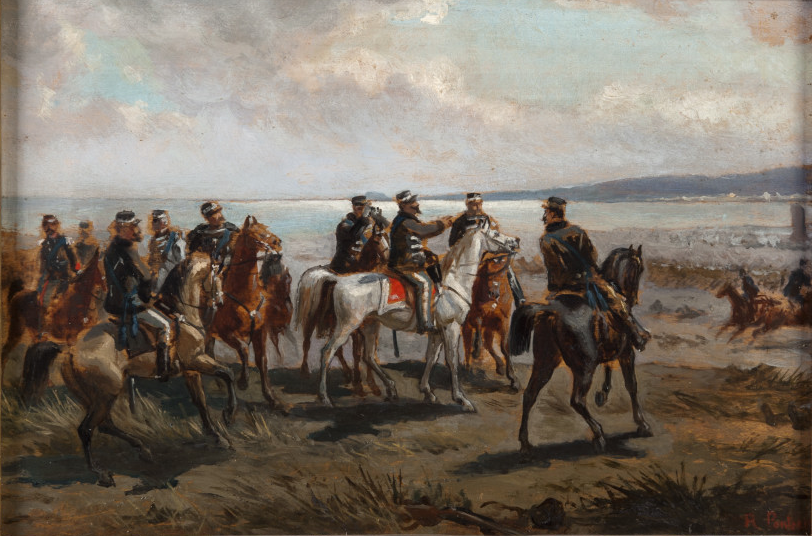
Виктор Эммануил II у Гарильяно. Картина Раффаэле Понтремоли

Сражение на Гарильяно (ит. Battaglia del Garigliano (1860)) — одно из последних сражений эпохи Рисорджименто, произошедшее 29 октября и 2 ноября 1860 года во время кампании сардинской армии в Центральной и Южной Италии между войсками Сардинского королевства и Королевства Обеих Сицилий.
12 октября сардинские войска Виктора Эммануила II пересекли границу, разделяющую Папскую область и Королевство Обеих Сицилий и начали боевые действия против армии короля Франциска II.
После поражений в битве при Вольтурно от войск Гарибальди и при Мачероне от сардинских войск командующий бурбонскими войсками генерал Ритуччи 20 октября решил отвести их на линию реки Гарильяно, чтобы там дать отпор противнику. Французский вице-адмирал Лебарбье де Тинан, чей флот был прислан Наполеоном III, сообщил Франциску II, что сможет защитить Тирренское побережье от Гаэты до Гарильяно от пьемонтских военных кораблей адмирала Карло Пеллиона ди Персано.
26 октября Франциск II отстранил генерала Ритуччи от командования, заменив его генералом Джованни Сальцано, руководившим обороной крепости Капуя. Новый командующий решил принять план своего предшественника и отвести войска к Гарильяно. 26 октября сардинские войска генерала Чальдини попытались перерезать путь отступления войск противника и атаковали вблизи Сессы-Аурунки, но были отбиты, и Сальцано удалось отвести свою армию за реку Гарильяно.
Он приказал вырыть траншеи вдоль реки, разместить артиллерию и уничтожить мосты и лодки на Гарильяно и Лири в Понтекорво и Сант-Аполлинаре, чтобы заблокировать возможный обход с востока. Ключевым пунктом позиции стал железнодорожный мост Реал-Фердинандо возле Минтурно, в двух километрах от устья. На правом фланге войска Бурбонов были прикрыты с моря флотом Лебарбье.
Атака пьемонтцев началась началась утром 29 октября с продвижения к мосту Реал-Фердинандо трех колонн пехоты и пяти эскадронов кавалерии. Плацдарм на южном конце моста удерживали бурбонские егеря, вооруженные винтовками, которые в течение часа сдерживали атаки, а затем отступили, убрав настил моста. Затем берсальеры предприняли три атаки, пройдя по балкам моста под артиллерийским огнем. Бурбонские егеря контратаковали берсальеров слева, нанеся им значительные потери и захватив пленных. На этом попытки атак сардинцев прекратились, и бурбонские войска сохранили позиции.
В ночь с 1 на 2 ноября сардинский флот Персано достиг устья Гарильяно и обстрелял позиции противника. Утром Франциск II приказал отступить к Мола-ди-Гаэта. В тот же вечер дивизия сардинских гренадеров навела у устья Гарильяно понтонный мост из лодок и переправилась через реку. На следующий день сардинская армия двинулась вслед за отступающим противником, в последующем приступив к осаде Гаэты.